# Eugene T. Gendlin

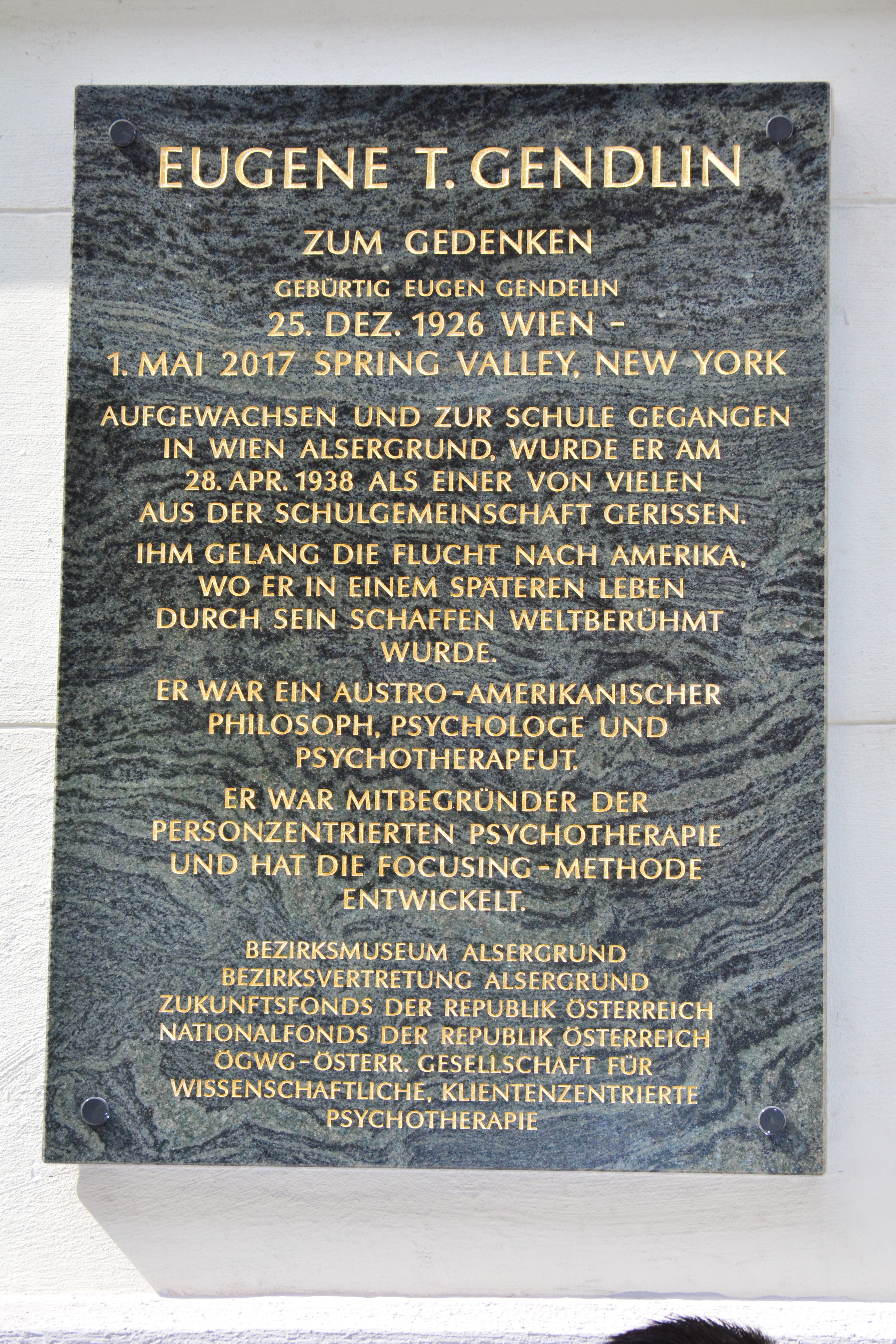
Gedenktafel für Eugene T. Gendlin

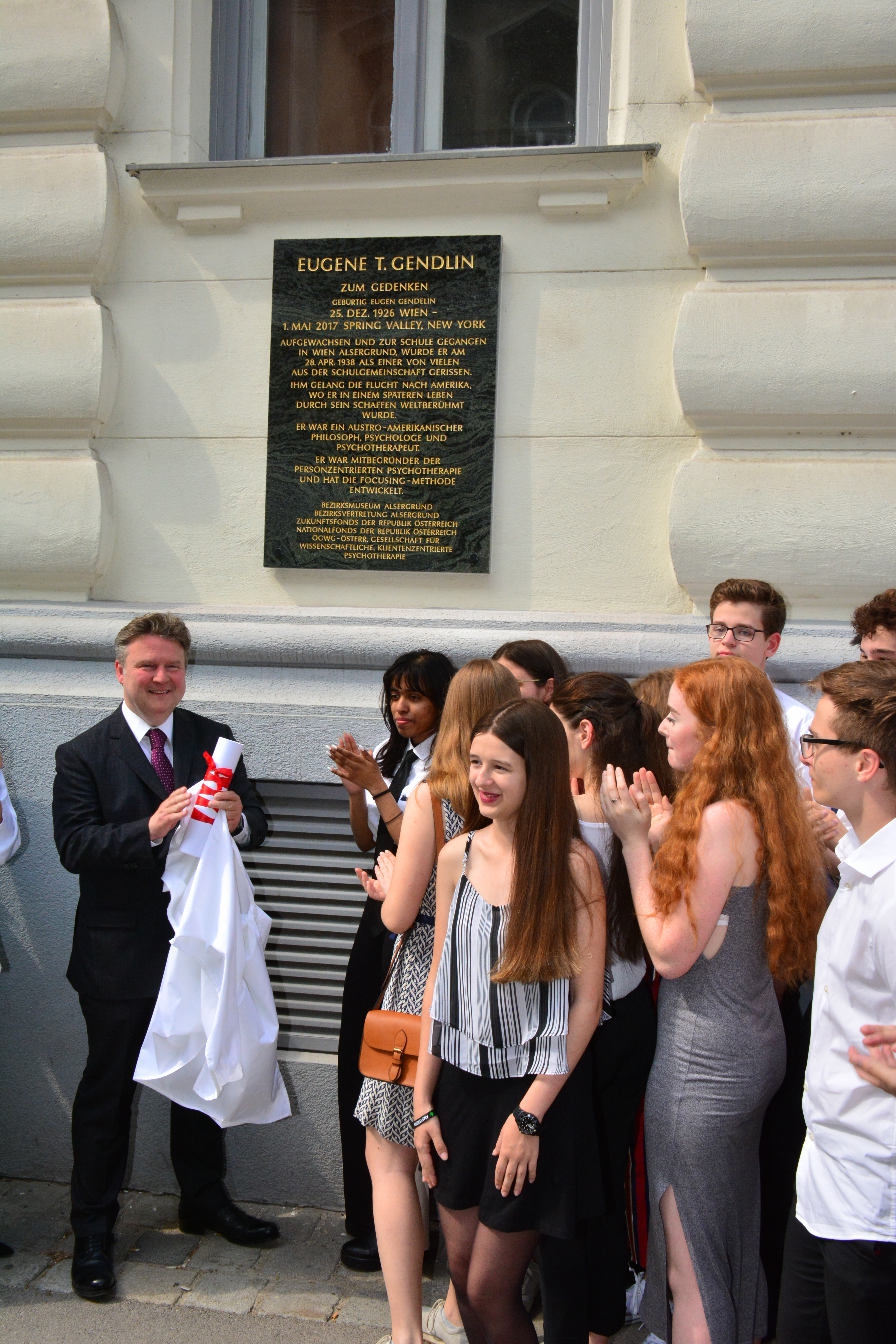
Bei der Enthüllung der Gedenktafel

Eugene Tovio Gendlin, gebürtig Eugen Gendelin, häufig auch Gene Gendlin, (* 25. Dezember 1926 in Wien; † 1. Mai 2017 in Spring Valley, Rockland County, New York) war ein austroamerikanischer Philosoph, Psychologe und Psychotherapeut. Er begründete die Focusing-Methode.

## Leben
Eugen Tovio Gendelin war das einzige Kind Sohn des Chemikers Leo D. Gendelin, der 1913 aus Russland nach Wien emigriert war, und der Sylvia Rela Tobell aus Triest. Er besuchte als 12-jähriger das heutige Erich Fried Realgymnasium in der Glasergasse 25 in Alsergrund, im September 1938 flüchtete die jüdische Familie Gendelin kurz nach dem Anschluss Österreichs an das Deutsche Reich in die Vereinigten Staaten. Der Vater konnte die Familie mit dieser Flucht rechtzeitig retten. Dabei folgte er einem „Gefühl“, was Gendlin später zu einem zentralen Thema seines wissenschaftlichen Arbeitens machte. Er erhielt 1944 wie seine Eltern die US-amerikanische Staatsbürgerschaft und änderte den Familiennamen. Gendlin heiratete 1954 Fran Oshlag, sie hatten zwei Kinder, die Ehe wurde später geschieden.
Nach erfolgreichem Schulabschluss begann Gendlin 1948 mit dem Studium der Philosophie. 1958 promovierte er über das Thema The function of experiencing in symbolization. Seine philosophischen Wurzeln finden sich bei Wilhelm Dilthey und im amerikanischen Pragmatismus (William James). Letztlich kam er über Edmund Husserl und Martin Heidegger zu einer neuen Phänomenologie. „Die Schritte im Sagen und Denken sind nicht nur logisch verknüpft, sondern kommen aus und bewähren sich an dem Erleben, das als Felt Sense immer mehr ist als das schon Gesagte und Gedachte“. Die philosophische Methode Gendlins wirkt auch in seiner psychotherapeutischen Arbeit, als Wechselwirkung zwischen Erleben und Begreifen. Daraus ergaben sich für ihn erlebensbezogene, theoretische wie methodische Konzepte.
Während seines Studiums lernte er Carl Rogers kennen, der ihn mit Forschungsarbeiten betraute. Von 1957 bis 1963 war Gendlin als Nachfolger von Rogers Leiter eines Projektes an der Universität von Wisconsin, das sich mit schizophrenen Patienten beschäftigte. Danach wurde Gendlin Professor in den Fachbereichen Philosophie und Verhaltenswissenschaften der Universität von Chicago. Er war Gründer der Zeitschrift Psychotherapy: Theory, Research and Practice, die das offizielle Organ der Abteilung Psychotherapie der American Psychological Association (APA) ist. Bis 1976 war er Herausgeber der Zeitschrift.
1978 veröffentlichte er das Grundlagenbuch zum Focusing, einer Selbsthilfemethode zur Lösung persönlicher Probleme. Focusing wurde von der Fachwelt übernommen und der psychotherapeutischen Praxis angepasst. Für die Anwendung außerhalb der Psychotherapie entwickelte Gendlin die allgemeine Kreativitätstechnik „Thinking at the Edge“ (TAE).

## Leistungen
In seinen ersten Forschungsarbeiten im Bereich der Psychologie ging Gendlin der Frage nach, was den Erfolg einer Psychotherapie ausmacht. Seine Untersuchungen zeigten, dass Menschen, die erfolgreich mit Krisen und Problemen umgehen können, eine andere Art der Selbstwahrnehmung haben. Sie beziehen immer ihre körperlichen Empfindungen in die Erarbeitung einer Lösung ein. Gendlin kam deshalb zum Schluss, dass der Erfolg einer Psychotherapie unabhängig ist von der eingesetzten Methodik oder den Themen, die ein Klient bearbeitet. Der Erfolg hängt in erster Linie davon ab, wie ein Klient über sich selbst spricht. Ausschlaggebend für das Wie ist die persönliche Aufmerksamkeit (Fokus) auf das unmittelbare körperliche Erleben, wenn das Problem oder die Krise bearbeitet wird. Gendlin fand für diesen Prozess eine Beschreibung, aus der er die Methode des Focusing entwickelte. Sein Ziel war es, den Menschen, die nicht über diese Fähigkeiten verfügten, ein geeignetes Werkzeug in die Hand zu geben. Durch das Focusing erweiterte er die klientenzentrierte zur erlebnisorientierten Psychotherapie. Durch Einbeziehen des sog. Felt Sense sah er auch für andere Therapieformen einen Nutzen.
Getreu seinem Motto giving psychology away verbreitete Gendlin seine psychologischen und philosophischen Ergebnisse in einer Form, dass sie auch von Nicht-Fachleuten angewendet werden können. So sah er das Grundlagenbuch zum Focusing nicht als reines Lehrbuch, sondern als Mittel, diese Methode für jeden anwendbar zu machen. Zur weiteren Verbreitung gründete er in den achtziger Jahren in Chicago das International Focusing Institute (IFI). Die zentrale Aufgabe des IFI ist die Entwicklung von didaktischen und methodischen Konzepten, die im Rahmen von Gruppenübungen oder Einzelbegleitungen den Zugang zum Felt Sense erleichtern und die Focusing-Methode lehren helfen.
Ehrung: 2007 Großer Preis des Viktor Frankl-Fonds der Stadt Wien für ein Gesamtwerk im Zusammenhang mit einer sinnorientierten humanistischen Psychotherapie.

## Schriften (Auswahl)
- Wilhelm Dilthey and the Problem of Comprehending Human Significance in the Science of Man. 1950, OCLC 27207330 (Masterarbeit (A.M.) University of Chicago [1950], 67 Seiten).
- The Function of Experiencing in Symbolization. 1958, OCLC 49474660 (Philosophische Dissertation University of Chicago, Department of Philosophy, 1958, 284 leaves).
- Eugene T. Gendlin: Experiencing and the Creation of Meaning. A Philosophical and Psychological Approach to the Subjective. Northwestern University Press, 1997, ISBN 0-8101-1427-5 (englisch).
- Eugene T. Gendlin: Thinking beyond Patterns. Body, Language and Situations. In: Bernard den Ouden, Marcia Moen (Hrsg.): The Presence of Feeling in Thought, Peter Lang, New York, NY 1992, ISBN 0-8204-1503-0 (englisch).
- David Michael Levin (Hrsg.): Language beyond Postmodernism. Saying and Thinking in Gendlin’s Philosophy. Northwestern University Press 1997, ISBN 0-8101-1359-7 (englisch).
- Eugene T. Gendlin: Focusing. Technik der Selbsthilfe bei der Lösung persönlicher Probleme (Originaltitel: Focusing übersetzt von Katherina Schoch), 4. Auflage, Rowohlt TB 60521, Reinbek bei Hamburg 2004 (deutsche Erstausgabe 1998), ISBN 978-3-499-60521-5.
- Eugene T. Gendlin: Dein Körper, dein Traumdeuter (Originaltitel: Let Your Body Interpret Your Dreams übersetzt von Katharina Schoch), Müller, Salzburg 1998, ISBN 3-7013-0725-3, NA: Klett-Cotta, Stuttgart 2009, ISBN 978-3-608-89083-9.
- Eugene T. Gendlin: Focusing-orientierte Psychotherapie. Ein Handbuch der erlebensbezogenen Methode. Pfeiffer, München 1998, ISBN 3-7904-0660-0.
- Eugene T. Gendlin, Johannes Wiltschko: Focusing in der Praxis. Eine schulenübergreifende Methode für Psychotherapie und Alltag, Pfeiffer bei Klett-Cotta, Stuttgart 2004, ISBN 3-608-89679-1.
- Eugene T. Gendlin: Ein Prozess-Modell: Körper · Sprache · Erleben, Hrsg. und übersetzt von Donata Schoeller und Christiane Geiser. Alber, Freiburg im Breisgau / München 2015, ISBN 978-3-495-48704-4; Online-Publikation: ISBN 978-3-495-81704-9 (E-Book, kostenpflichtig).